# Risdonius
Risdonius is een geslacht van spinnen uit de  familie van de Anapidae (Dwergkogelspinnen).

## Soorten
- Risdonius barrington Platnick & Forster, 1989
- Risdonius lind Platnick & Forster, 1989
- Risdonius parvus Hickman, 1939